# Гендерная история
Гендерная история — научная дисциплина, центральным предметом изучения которой является история взаимодействия мужского и женского опыта как одного из наиболее важных аспектов социальной организации, его влияния на формирование социальной действительности и её изменений в пространстве и времени. Своим появлением гендерная история обязана интенсивному развитию феминистических исследований в 1970-е годы.

## Источник
- О. Рябченко. Гендерна історія (укр.) // Історіографічний словник: Навч. посіб.для студентів історичних факультетів університетів : Сб.. — Харків: Східно-регіональний центр гуманітарно-освітніх ініціатив, 2004. — С. 19—22. — ISBN 966—7922—85—5.
- Веременко В. А. Гендерная история // курс лекций : СПб., 2019.